# Joel Burns
Joel Burns (* 27. Februar 1975 in Racine (Wisconsin)) ist ein ehemaliger US-amerikanisch-britischer Basketballspieler.

## Werdegang
Von 1993 bis 1997 war Burns Student und Basketballspieler an der Western Michigan University. Mit 181 erzielten Dreipunktewürfen stand er zum Zeitpunkt seines Abschieds auf dem ersten Platz der ewigen Bestenliste der Hochschulmannschaft.
Beinahe seine gesamte Zeit als Berufsbasketballspieler brachte Burns in der British Basketball League zu. Dort erzielte er in fast jeder Saison zweistellige Punktemittelwerte, seine Bestmarke waren 19,9 Punkte je Begegnung bei Derby Storm. In der Sommerpause 2001 wechselte Burns nach Deutschland zum Bundesligisten StadtSport Braunschweig. Bei den Niedersachsen war er im Angriff deutlich unauffälliger als in England und kam in der Bundesliga auf 4,9 Punkte je Einsatz.
Anschließend kehrte Burns, der in Folge seiner Eheschließung mit einer Britin auch die Staatsbürgerschaft des Landes annahm, auf die Insel zurück, zeigte dort in den Folgejahren wieder starke Angriffsleistungen. Bei seinem letzten Verein im Berufsbasketball (Leicester Riders) war Burns Spieler und Co-Trainer.